# Joseph Mohr

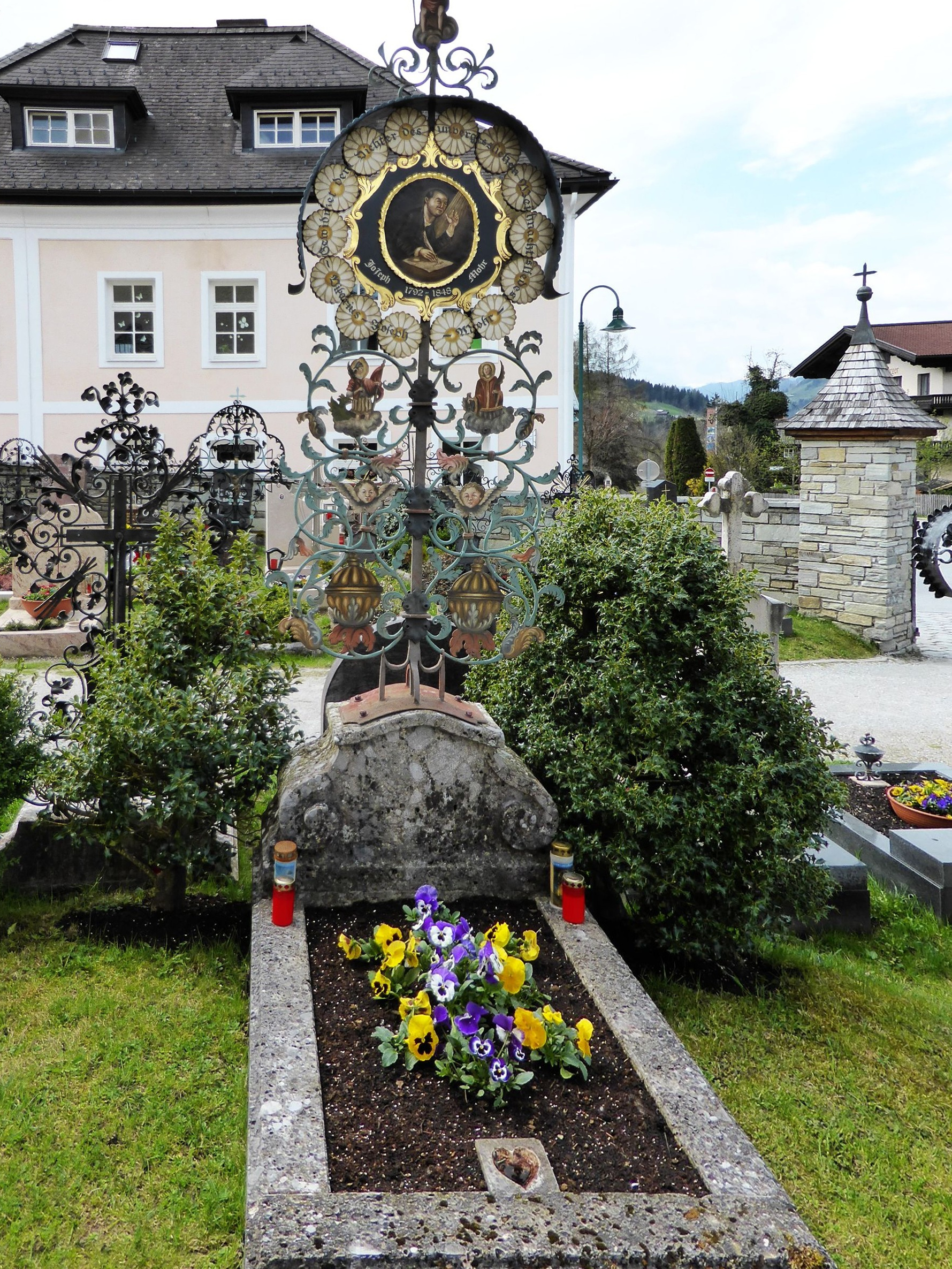
Grab von Joseph Mohr, Friedhof Wagrain

Joseph Franz Mohr (* 11. Dezember 1792 in Salzburg, Erzstift Salzburg; † 4. Dezember 1848 in Wagrain, Kaisertum Österreich) war ein österreichischer Priester und Dichter. Er hat 1816 den Text des weltbekannten Weihnachtslieds Stille Nacht, heilige Nacht verfasst, 1818 Franz Xaver Gruber veranlasst die Melodie zu komponieren und es an Heiligabend desselben Jahres mit ihm uraufgeführt.

## Leben

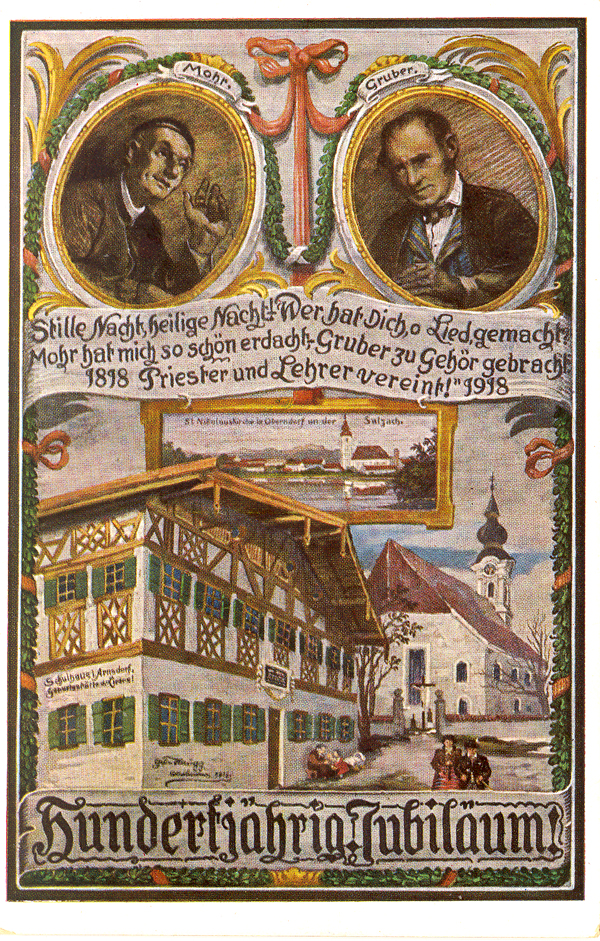
Joseph Mohr und Franz Gruber, Karte zu 100 Jahre Stille Nacht, heilige Nacht

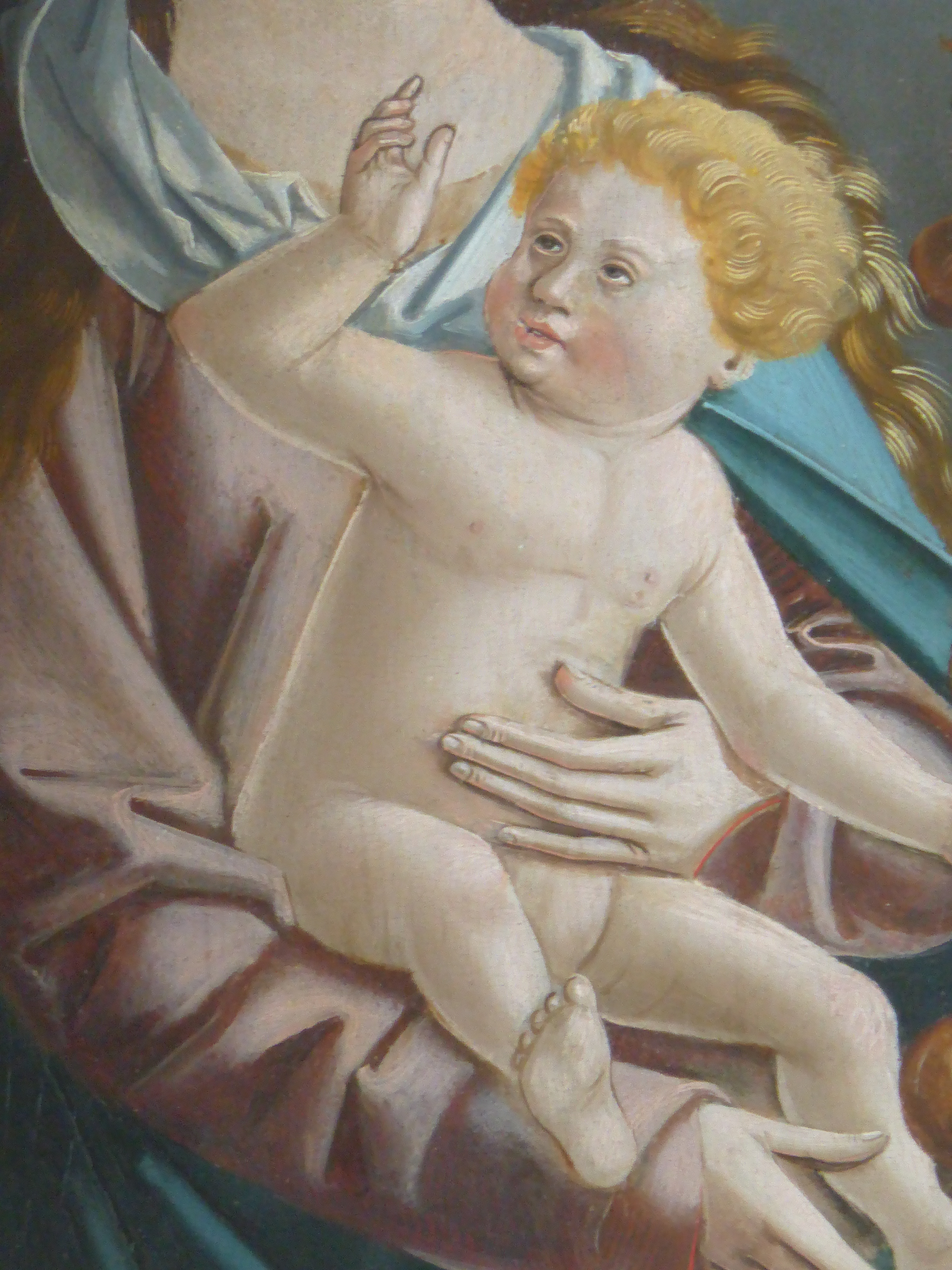
Dieses Bild (um 1500 entstanden) auf dem Hochaltar von Mariapfarr (linke untere Tafel) inspirierte Mohr zu der Verszeile: „Holder Knab’ im lockigten Haar“.

Joseph Mohr wurde als eines von mehreren unehelichen Kindern des Musketiers Franz Mohr aus Mariapfarr im Armenhaus der Erzdiözese Salzburg, Kaigasse 9 (heute Hotel Weiße Taube) geboren. Franz Mohr und Josephs Mutter, Anna Schoiber aus Salzburg, heirateten erst nach seiner Geburt. Joseph Mohr wurde im Salzburger Dom auf die Namen Josephus Franciscus getauft. Er wuchs bei seiner Mutter im Haus Steingasse Nr. 31 auf.
Durch die finanzielle Unterstützung des Salzburger Domvikars Johann Nepomuk Hiernle, der Mohrs musikalisches Talent schätzte, konnte er das Akademische Gymnasium in Salzburg und von 1808 bis 1810 das Stiftsgymnasium Kremsmünster in Oberösterreich besuchen, und schließlich ab 1811 in Salzburg Theologie studieren. Wegen seines Status als „uneheliches Kind“ bedurfte Mohr einer Ausnahmegenehmigung (Dispens) für die Zulassung zur Priesterweihe – diese wurde ihm von Papst Pius VII. erteilt und Mohr am 21. August 1815 vom Passauer Weihbischof Karl Kajetan zum Priester geweiht.
Im Anschluss an seine Priesterweihe war Mohr zuerst knapp anderthalb Monate in Ramsau bei Berchtesgaden, und von Oktober 1815 bis Sommer 1817 in Mariapfarr, der Heimatgemeinde seines Vaters, als Koadjutor tätig. Im September 1817 kam Mohr nach Oberndorf bei Salzburg, um den Pfarrprovisor Josef Kessler zu unterstützen. Schon Anfang Oktober 1817 beschwerte sich der Nachfolger Kesslers, Georg Heinrich Joseph Nöstler, beim Konsistorium in Salzburg über Mohr.
Nöstler warf ihm am 2. Oktober 1818 vor, dass ihm in der Seelsorge und im Studium „eine weise Überlegung, ein sichtlicher Fleiß“ fehle, er keine „besondere Freude zur Schule und Kranken-Besuch“ habe, schluss-„endlich der ganz tadellose priesterliche Wandel“ mangelhaft sei und ihm der „nöthige Subordinations Geist“ abgehe. Später noch das Scherzen, „auch mit Personen anderen Geschlechts“, sowie das Singen „oft nicht erbaulicher Lieder“. Das Konsistorium erbat daraufhin einen Bericht, den der Dekan und Pfarrer zu Sankt Georgen abfasste. In diesem werden die Vorwürfe Nöstlers entkräftet, und so konnte Mohr in Oberndorf bleiben.
Im September 1819 verließ Mohr Oberndorf. Weitere Stationen waren die Salzburger Gemeinden Kuchl  (Koadjutor, 1819/20), Golling (Koadjutor, 1820/21), Vigaun  (Koadjutor, 1821/22), Anthering (Koadjutor, 1822–1824), Koppl (Aushilfe als Vikariatsprovisor, 1823/24), Eugendorf (Koadjutor, 1824–1827), Hof (Vikariatsprovisor, 1827) und Hintersee (1827–1837). Ab 1837 arbeitete er als Vikar im Vikariat Wagrain. Mohr, der seit seiner Kindheit aufgrund der kalten und feuchten Salzburger Wohnung an einer Lungenkrankheit litt, starb am 4. Dezember 1848 in Wagrain an Lungenlähmung und wurde auf dem örtlichen Friedhof beigesetzt.
Während Mohr schon in Oberndorf mit seinem sozialen Engagement unterschiedliche Reaktionen ausgelöst hatte, fand er in Wagrain mehr als zehn Jahre Zeit, um positive Spuren zu hinterlassen. So ließ er neben der Kirche eine Bleibe für ausgediente und somit bedürftige Knechte errichten. Zudem veranlasste er den Bau einer Schule und verkaufte seine Kuh, um mit dem Erlös den Kindern Schulbücher stiften zu können.

## „Stille Nacht, heilige Nacht“
1818 bat Joseph Mohr den Lehrer Franz Xaver Gruber, für sein bereits 1816 in Mariapfarr verfasstes Gedicht Stille Nacht, heilige Nacht eine passende Melodie zu komponieren. Bei der Christmette am 24. Dezember 1818 wurde das Weihnachtslied Stille Nacht, heilige Nacht von Gruber (Zweite Stimme) und Mohr (Erste Stimme, Gitarrenbegleitung) in der Sankt-Nikola-Kirche in Österreichisch-Laufen (heute Oberndorf) uraufgeführt. Danach wurde das Lied weltweit bekannt.

## Posthume Ehrungen
Zu Lebzeiten ist Joseph Mohr nicht porträtiert worden. 1912 wurde deshalb auf Betreiben des akademischen Bildhauers und Pfarrers Josef Mühlbacher der Schädel Mohrs exhumiert, um anhand dessen ein möglichst authentisches Abbild von ihm für ein geplantes Denkmal herstellen zu können. Nachdem Mühlbacher das Bildnis in Wien fertiggestellt hatte, kam der Schädel jedoch nicht ins Grab nach Wagrain zurück, sondern wurde in der neu errichteten Stille-Nacht-Kapelle in Oberndorf eingemauert. Die Einweihung der Kapelle sowie die Einmauerung des Schädels fand am 15. August 1937 statt.
- Wagrain: Ehrengrab und eine dort nach ihm benannte Volksschule, die alljährlich im Dezember eine Joseph-Mohr-Gedenkfeier durchführt, zur Erinnerung an sein soziales Wirken singt an jedem Weihnachten der Wagrainer Kinderchor an seinem Grab.
- Salzburg: Gedenktafel am Geburtshaus in der Kaigasse Nr. 9 (Hotel Weiße Taube) und die Joseph Mohrstraße im Salzburger Stadtteil Nonntal
- Oberndorf bei Salzburg: Stille-Nacht-Kapelle sowie Museum in unmittelbarer Nähe zur Gedenkkapelle
- Mariapfarr: Stille-Nacht-Museum in Mariapfarr
- Anerkennung des Liedes „Stille Nacht, heilige Nacht“ als Immaterielles Kulturerbe in Österreich im Mai 2011
- Spielfilme Das ewige Lied (1997) von Franz Xaver Bogner und Stille Nacht (engl. Silent Night, 2012; dt. 2013) von Christian Vuissa zur Entstehung von „Stille Nacht, heilige Nacht“
- Weitere Straßenbenennung:
  - Gruber-Mohr-Weg in Graz-St. Peter

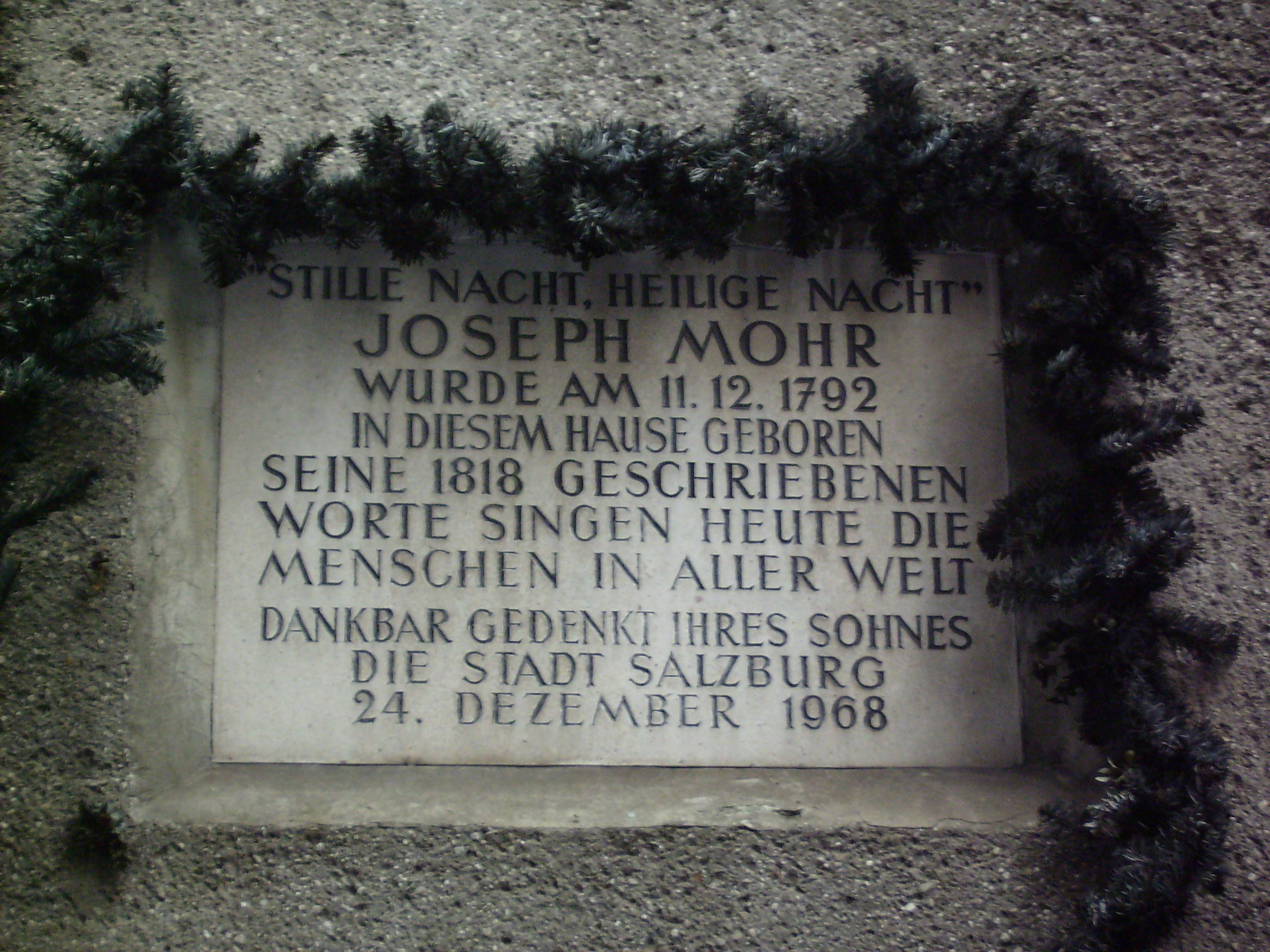
Gedenktafel aus 1968 am falsch vermuteten Geburtshaus (Foto 2010, am Haus Steingasse 9), 2017 entfernt
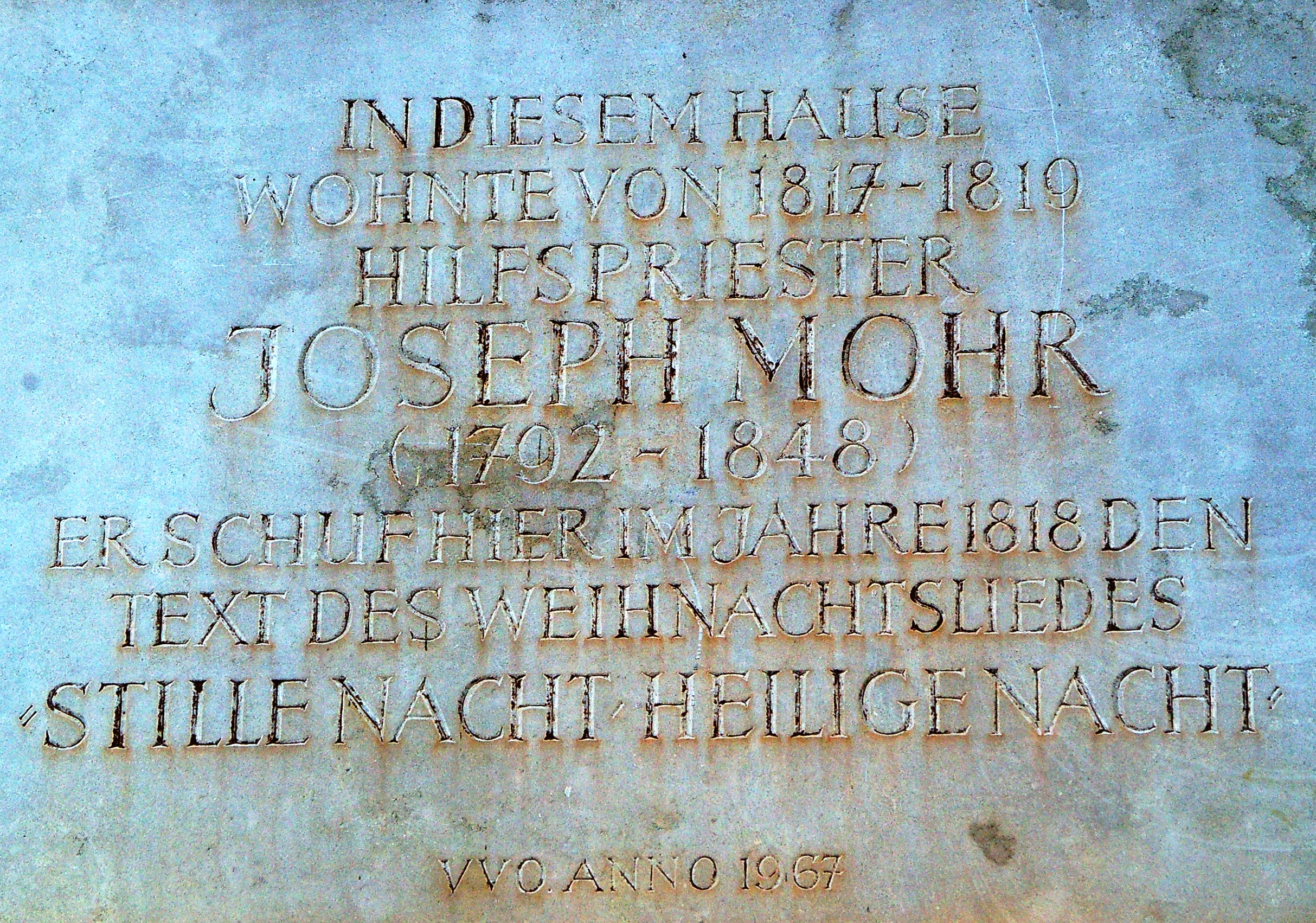
Gedenktafel in Oberndorf bei Salzburg
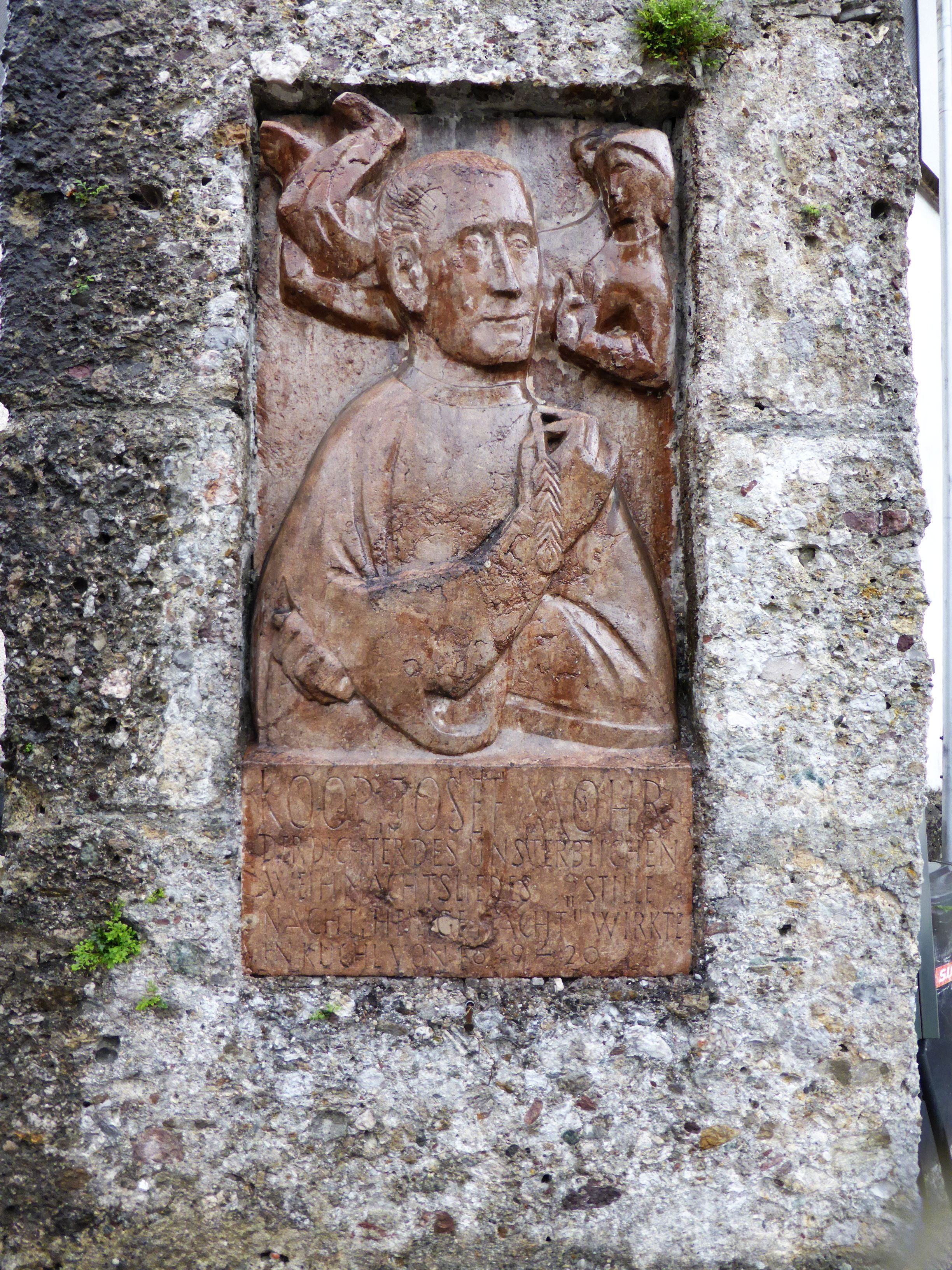
Gedenktafel an der Pfarrkirche von Kuchl
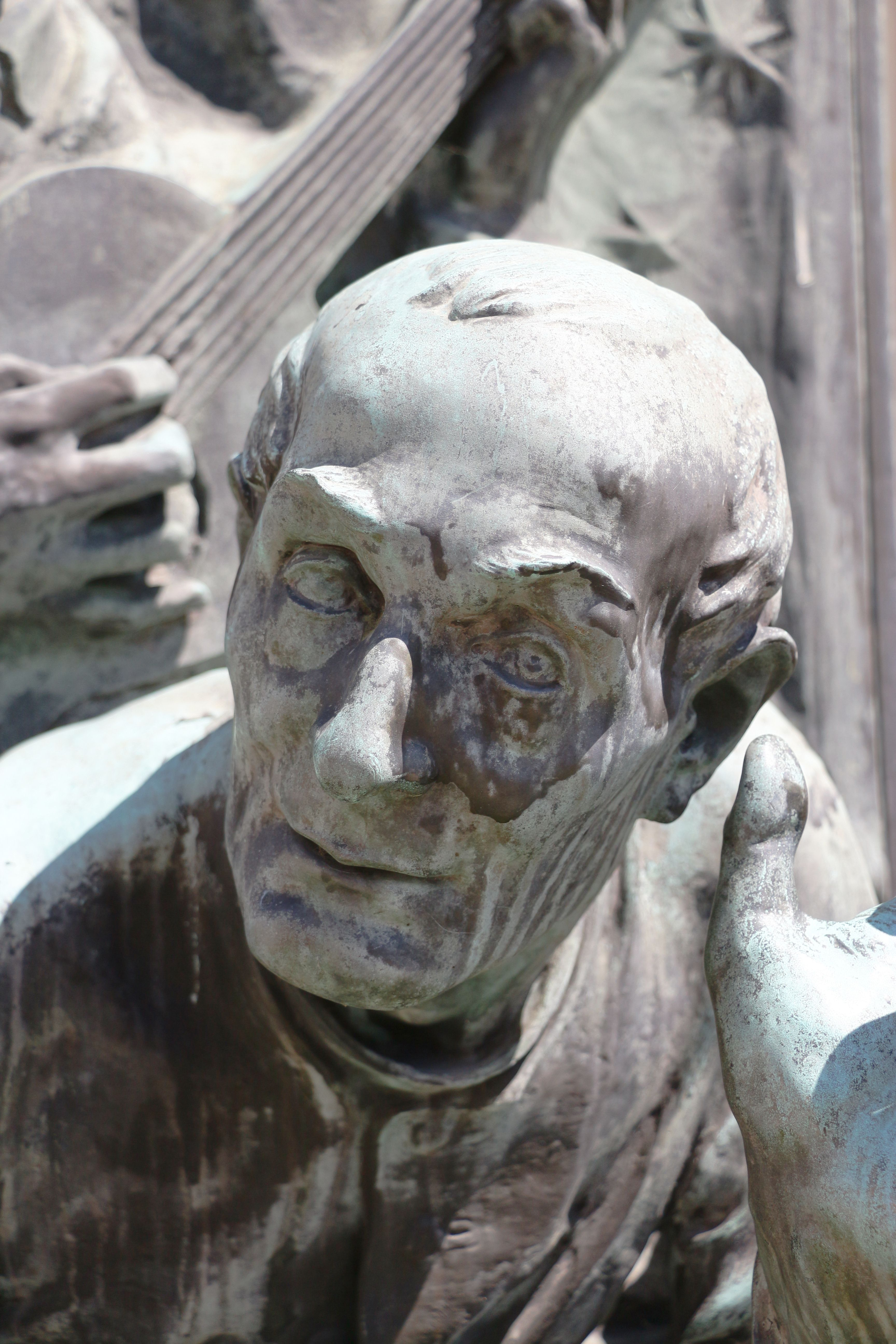
Der Kopf Mohrs als Teil des Mohr-Gruber-Denkmals in Oberndorf
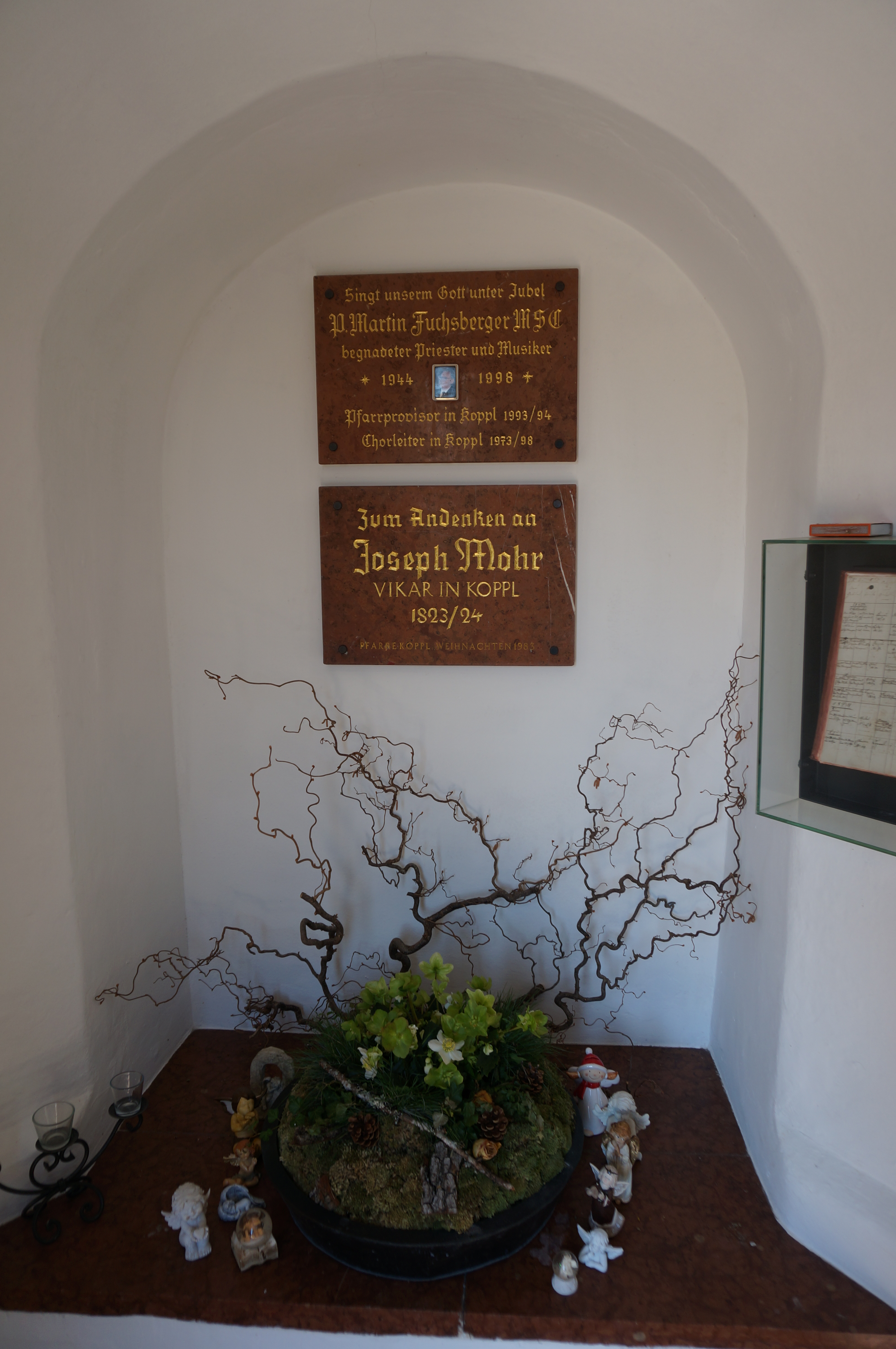
Gedenktafel im Andachtsraum der Pfarrkirche Koppl